# Platynectes rodriguezi
Platynectes rodriguezi är en skalbaggsart som beskrevs av Severin 1890. Platynectes rodriguezi ingår i släktet Platynectes och familjen dykare. Inga underarter finns listade i Catalogue of Life.